# Manuela Schmermund
Manuela Schmermund, född 30 december 1971 i Mengshausen är en tysk sportskytt. Schmermund är aktiv i Oberliga och tar hand om de nya förmågorna i Mengshausens skyttegille i Landkreis Hersfeld-Rotenburg i Hessen.
Schmermund är styrelsemedlem i Athleten Deutschland. 
Speciellt förespråkar hon paralympiska idrottares intressen.

## Sportsliga framgångar
Schmermund började med sportskytte när hon var 11 år gammal. I en trafikolycka den 23 januari 1992 blev hon paraplegisk. I september 1998 kom Schmermund i kontakt med det tyska landslaget för handikappade inom sportskytte och 1999 kvalificerade hon sig till paralympiska spelen 2000 i Sydney.
Hon har deltagit i fem paralympiska spel: Paralympiska sommarspelen 2000 i Sydney, Paralympiska sommarspelen 2004 i Aten, Paralympiska sommarspelen 2008 i Peking, Paralympiska sommarspelen 2012 i London och Paralympiska sommarspelen 2016 i Rio de Janeiro.
I Sydney år 2000 nådde hon finalen två gånger, med 8:e plats i treställningsskjutning med litet finkalibrigt vapen och 10:e plats i luftgevär.
I Aten 2004 fick hon guld i luftgevär  och bronsmedalj i treställningsskjutning med finkalibrigt vapen.
I Peking år 2008 fick hon silver med luftgevär och kom på sjätte plats och brons i treställningsskjutning med finkalibrigt vapen.
I London år 2012 fick hon återigen en silvermedalj med luftgevär och den här gången kom hon på 5:e plats i treställningsskjutning med finkalibrigt vapen.
I Rio de Janeiro år 2016 kom hon på nytt på 5:e plats i treställningsskjutning med finkalibrigt vapen.
2001 och 2005 blev hon europamästare med luftgevär (40 skott stående), och 2003 och 2005 blev hon europamästare i treställningsskjutning med finkalibrigt vapen.
År 2006 valdes hon till Årets idrottsskytt 2005 i Tyskland, den första paraidrottaren som vunnit detta pris.
Från 2003 till 2012 vann hon sammanlagt åtta tyska mästerskap i luftgevär med finkalibrigt vapen.
År 2010 blev hon världsmästare i målvakten för fallgevär i Zagreb. 2011 vann hon IPC-världsmästerskapet i Fort Benning (USA), både i damsingel och i lagtävling med finkalibrigt vapen med tre positioner.